# Rolf Magerkord
Rolf Magerkord (* 4. Januar 1934 in Erfurt) ist ein deutscher Bildhauer und war nach der deutschen Wiedervereinigung Oberbürgermeister von Plauen.

## Leben und Werk
Magerkord absolvierte von 1949 bis 1952 eine Lehre als Steinbildhauer und studierte von 1952 bis 1954 bei Walter Arnold und Erich Fraaß an der Hochschule für Bildende Künste Dresden. Danach arbeitete er bis 1957 als Steinbildhauer und Restaurator und von 1957 bis 1974 als Kunsterzieher. Daneben absolvierte er von 1958 bis 1960 am Pädagogischen Institut Erfurt ein Fernstudium Kunsterziehung. Von 1960 bis 1966 studierte er an der Friedrich-Schiller-Universität Jena Kunstgeschichte und Klassische Archäologie. 1973 promovierte er in Kunstwissenschaften zur Bildnisplastik Fritz Cremers von 1929 bis 1969. Von 1974 bis 1980 arbeitete er beim Bezirkskunstzentrum Karl-Marx-Stadt, danach als freischaffender Bildhauer und Restaurator in Plauen. U. a. wirkte er 1988 auf dem Friedhof I Plauen an der Errichtung des Denkmals für die Opfer der Pogromnacht mit.
Magerkord war bis 1990 Mitglied des Verbands Bildender Künstler der DDR und publizierte u. a. in dessen Zeitschrift Bildende Kunst mehrere Essays.
1989 beteiligte Magerkord sich aktiv an der Friedlichen Revolution in Plauen, und er war dann als Mitglied der CDU von 1990 bis 2000 Oberbürgermeister der Stadt. Es gelang ihm relativ schnell, eine nach den neuen Normen arbeitsfähige Verwaltung aufzurichten. 1991 war er Mitbegründer des Vereins zur Förderung des Vogtlandtheaters Plauen e.V. und bis 1994 dessen Vorsitzender.
Magerkord ist Mitglied des Bunds Bildender Künstler Vogtland e.V. Von 1993 bis 1996 war er der erste Präsident des Sächsischen Kultursenats.
2001 erhielt er das Ehrenbürgerrecht der Stadt Plauen.

## Werke (Auswahl)

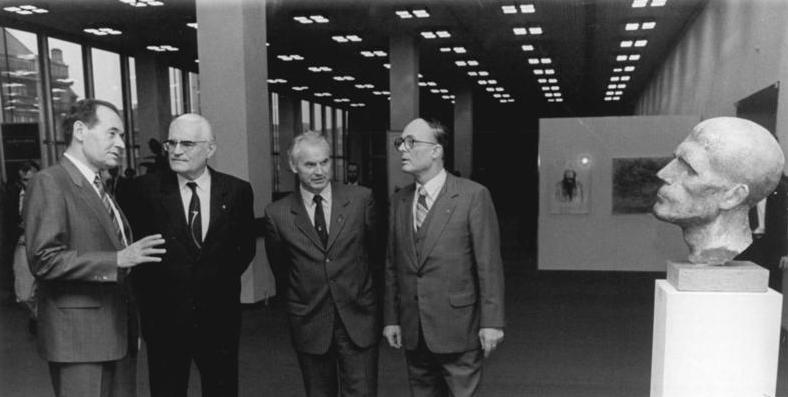
Während eines CDU-Parteitags ausgestellte Plastik „Pfarrer Paul Schneider“ (1987)

### Bildhauerei
- Erwartung (1970, Zweifigurengruppe, Blei und Schiefer; auf der IX. Kunstausstellung der DDR)[3]
- Gustav Anton Zeuner (1986, Porträtbüste, Marmor; Chemnitz, Technische Universität)
- Darstellende Kunst (1988; Plastik, Naturstein; Chemnitz, Hartmannstraße 9–11, vor dem Luxor-Filmpalast)[4]
- Drei Mädchen im Wind (1984, Dreifigurengruppe, Buntsandstein auf Granitsäule; Hof, Botanischer Garten)[5]
- Daphne (1986, Statue; Plauen, Theaterplatz)
- Paul-Schneider-Bildniskopf (Buchenwald-Gedenkstätte)[6]

### Druckgrafik
- o. T. / Hammer, Meisel und Skulptur (1969, Linolschnitt, 25 × 39 cm)[7]

## Ausstellungen (unvollständig)

### Personalausstellungen
- 1984: Plauen, Vogtlandmuseum (mit Johannes Schulze)
- 2016: Plauen, Galerie des Bunds Bildender Künstler Vogtland[8]

### Teilnahme an zentralen und wichtigen regionalen Ausstellungen in der DDR
- 1979 und 1985: Karl-Marx-Stadt, Bezirkskunstausstellungen
- 1982: Berlin, Treptower Park, „Plastik und Blumen“
- 1982/1983: Dresden, IX. Kunstausstellung der DDR
- 1984/1985 Karl-Marx-Stadt, Städtisches Museum am Theaterplatz („Retrospektive 1945 – 1984. Bildende Kunst im Bezirk Karl-Marx-Stadt“)
- 1989: Karl-Marx-Stadt, Museum am Theaterplatz („Plastik. Bildhauer des Bezirkes Karl-Marx-Stadt“)